# Antonio de Monforte
Antonio de Monforte (Laurito, 28 maggio 1644 – Napoli, 5 aprile 1717) è stato un matematico e astronomo italiano.

## Biografia
Discendente di una nobile famiglia cilentana, dopo aver compiuto i primi studi nel collegio di potenza del vescovo Bonaventura Claverio (1606-1671), si trasferì a Napoli dove fu allievo di Giuseppe Pulcarelli e dell'illustre avvocato Luigi d'Aquino (1629-1697) laureandosi in diritto nel 1669. Si interessò alla filosofia con Leonardo di Capua ma soprattutto si dedicò allo studio della matematica e dell'astronomia con Tommaso Cornelio. Partecipò all'Accademia degli Investiganti e a causa della soppressione dell'Accademia da parte del viceré Pedro Antonio de Aragón, intraprese nel 1670 un viaggio d'istruzione che lo portò a Roma dove conobbe Michelangelo Ricci; successivamente fu a Firenze dove incontrò Giovanni Alfonso Borelli, Vincenzo Viviani e Antonio Magliabecchi e a Venezia dove tenne discussioni e sperimentazioni sulle tematiche cartesiane con Francesco Travagini, e astronomiche con Geminiano Montanari. Con tutti questi illustri  personaggi mantenne un costante epistolario scientifico. In un secondo viaggio fu prima a Roma nel 1679 e poi di nuovo a Venezia nel 1681 da dove si imbarcò alla volta di Costantinopoli con il nuovo ambasciatore della Serenissima Giovan Battista Donà (1627-1699). Partì da Venezia il 16 aprile 1681 con il balio fino a Spalato, da qui la corte proseguì via terra, per Cettigne, Belgrado, Sofia, Adrianopoli, arrivando così sulle rive del Bosforo il 2 luglio, un lungo viaggio sfruttato per fare molte osservazioni scientifiche ed astronomiche. Anche a Costantinopoli compì alcune osservazioni astronomiche correggendo di circa due gradi la latitudine della città e il Gran visir Kara Mustafa voleva trattenerlo come matematico della Porta.

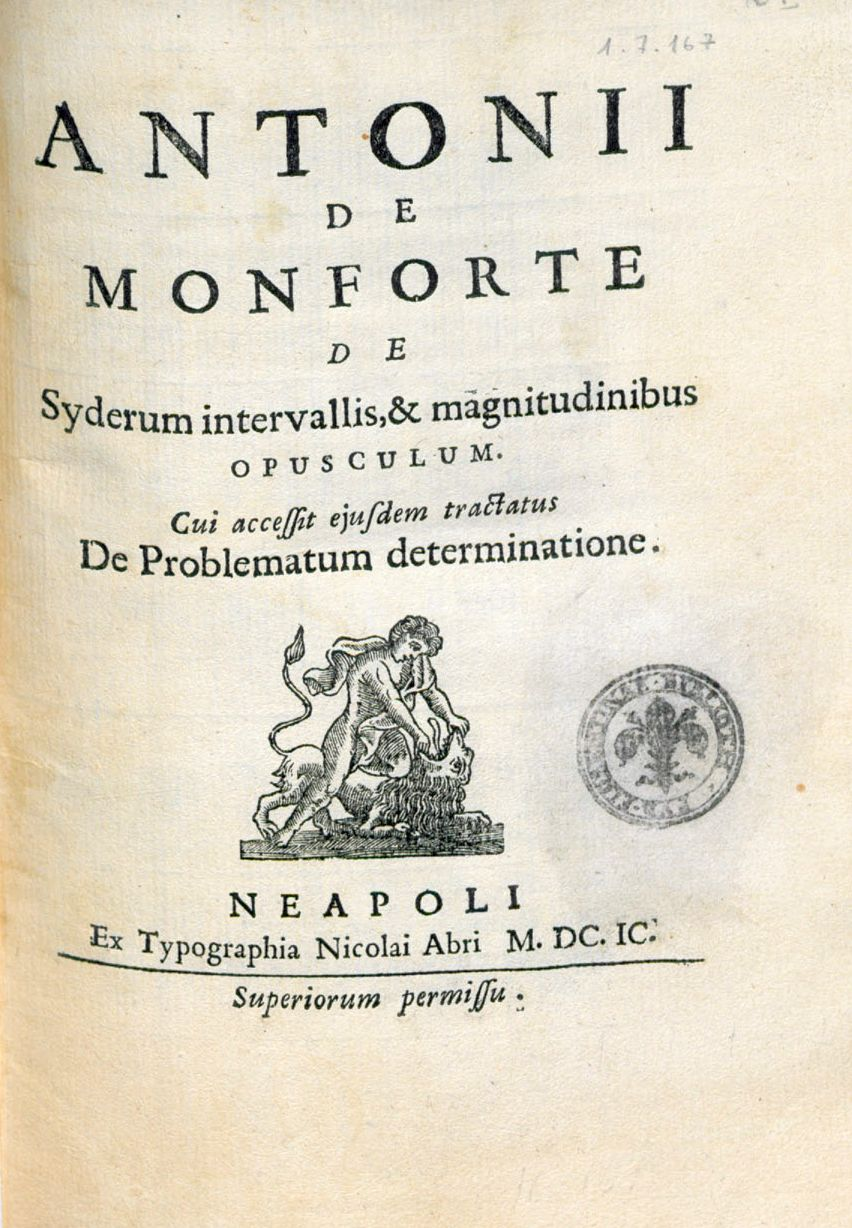
De syderum intervallis et magnitudinibus, 1699

A Napoli si interessò ad alcuni studi di matematica sostenendo il metodo analitico di Cartesio. Riuscì a misurare il semidiametro della Terra con l'uso di un telescopio dotato di un micrometro filare che aveva commissionato a Domenico Basile (?-1725), frate domenicano del convento di Santa Maria della Sanità esperto ottico e buon costruttore di telescopi, microscopi e specchi parabolici. Nel 1699 pubblicò il trattato De syderum intervallis & magnitudinibus opusculum Cui accessit eiusdem tractatus De problematum determinatione. Nel 1700 Michelangelo Fardella, professore di Astronomia e Meteore all'Università di Padova, passato alla cattedra di filosofia si adoperò affinché lo scienziato napoletano potesse insegnare astronomia nel palazzo del Bo, ma nel 1703 la cattedra fu affidata al bergamasco Giovanni Graziani (?-1744).
Nonostante ammalato di idropisia scrisse de stellarum motibus, un apprezzato testo di meccanica celeste pubblicato postumo nel 1720 da Giacomo Salerno suo allievo e amico. Le sue osservazioni e i suoi studi lo convinsero a sostenere la teoria della gravitazione universale proposta da Newton invece della teoria dei vortici di Cartesio.
Dal 1695 fu membro dell'Accademia degli Spensierati di Rossano e dell'Accademia Palatina fondata dal duca di Medinacoeli nel 1698.

## Opere
- (LA) De syderum intervallis et magnitudinibus, Napoli, Nicolò Abri, 1699.